# Lijst van voetbalinterlands Argentinië - Paraguay (vrouwen)
Deze lijst van voetbalinterlands is een overzicht van alle officiële voetbalinterlands tussen de nationale vrouwenteams van Argentinië en Paraguay. De landen hebben tot nu toe tien keer tegen elkaar gespeeld. 

## Wedstrijden
| №  | Plaats         | Datum             | Competitie                  | Wedstrijd             | Uitslag |
| -- | -------------- | ----------------- | --------------------------- | --------------------- | ------- |
| 1  | Mar del Plata  | 3 maart 1998      | Sudamericano Femenino 1998  | Argentinië − Paraguay | 3 − 0   |
| 2  | Banfield       | 7 december 2000   | Vriendschappelijk           | Argentinië − Paraguay | 5 − 1   |
| 3  | Salta          | 9 april 2003      | Sudamericano Femenino 2003  | Argentinië − Paraguay | 3 − 0   |
| 4  | Buenos Aires   | 16 augustus 2005  | Vriendschappelijk           | Argentinië − Paraguay | 2 − 0   |
| 5  | Mar del Plata  | 22 november 2006  | Sudamericano Femenino 2006  | Argentinië − Paraguay | 0 − 0   |
| 6  | Rio de Janeiro | 20 juli 2007      | Pan-Amerikaanse Spelen 2007 | Argentinië − Paraguay | 5 − 2   |
| 7  | Cuenca         | 16 september 2014 | Copa América 2014           | Argentinië − Paraguay | 1 − 0   |
| 8  | Lima           | 6 augustus 2019   | Pan-Amerikaanse Spelen 2019 | Paraguay − Argentinië | 0 − 3   |
| 9  | Luque          | 7 november 2019   | Vriendschappelijk           | Paraguay − Argentinië | 1 − 2   |
| 10 | Armenia        | 29 juli 2022      | Copa América 2022           | Argentinië − Paraguay | 3 − 1   |

## Samenvatting
| Competitie                           | Totaal gespeeld | Winst Argentinië | Gelijk | Winst Paraguay | Doelsaldo Argentinië – Paraguay |
| ------------------------------------ | --------------- | ---------------- | ------ | -------------- | ------------------------------- |
| Sudamericano Femenino / Copa América | 5               | 4                | 1      | 0              | 10 − 1                          |
| Pan-Amerikaanse Spelen               | 2               | 2                | 0      | 0              | 8 − 2                           |
| Vriendschappelijk                    | 3               | 3                | 0      | 0              | 9 − 2                           |
| Totaal                               | 10              | 9                | 1      | 0              | 27 − 5                          |